# Nolde-Museet
Nolde-Museet er et kunstmuseum beliggende i Søbøl/Nykirke syd for den dansk-tyske grænse i det nordvestlige Sydslesvig. Museet, der blev åbnet i 1957, danner ramme om skiftende udstillinger med et repræsentativt udsnit af den dansk-tyske maler Emil Noldes samlede værker.
Museets hovedbygning er indrettet i Noldes forhenværende bolig og atelier, som blev opført efter malerens planer i årene fra 1927 til 1937. Bygningen er opført som retvinklet kubus af teglsten på to etager med smalle vinduer og hvælvet grønt kobbertag beliggende på et varft midt i marsklandet og minder med sine retlinede former om Bauhaus-stilen. På den måde kommer bygningen til at stå i skarp arkitektonisk kontrast til de omkringliggende stråtækte frisergårde. Opholdsværelser i stueetagen står stadig med den originale møblering fra Noldes tid. Noldes forhenværende værksted findes i bygningens underetage. Syd for hovedbygningen er der anlagt en blomsterhave. Sydvest for Noldes atelier oprettedes senere to nybyggerier, som rummer udstillingsværelser, en cafe, en museumsbutik (Forum) samt kontor- og depotværelser (Kontor).
Museet ejes og administreres af en stiftelse (Stiftung Seebüll Ada und Emil Nolde).